# (4258) Ryazanov
(4258) Ryazanov (1987 RZ2) – planetoida z pasa głównego asteroid okrążająca Słońce w ciągu 5,1 lat w średniej odległości 2,96 j.a. Odkryta 1 września 1987 roku.